# Matej Vračko
Matej Vračko, slovenski nogometaš, * 28. april 1988.
Vračko je nekdanji profesionalni nogometaš, ki je igral na položaju napadalca. V svoji karieri je igral za slovenska kluba Maribor in Aluminij ter avstrijske Ragnitz, Deutschlandsberger, Gleinstätten in Straden. Skupno je v prvi slovenski ligi odigral tri tekme, v drugi slovenski ligi pa je odigral 57 tekem in dosegel 16 golov. Bil je tudi član slovenske reprezentance do 18 in 19 let.